# Re Laurino

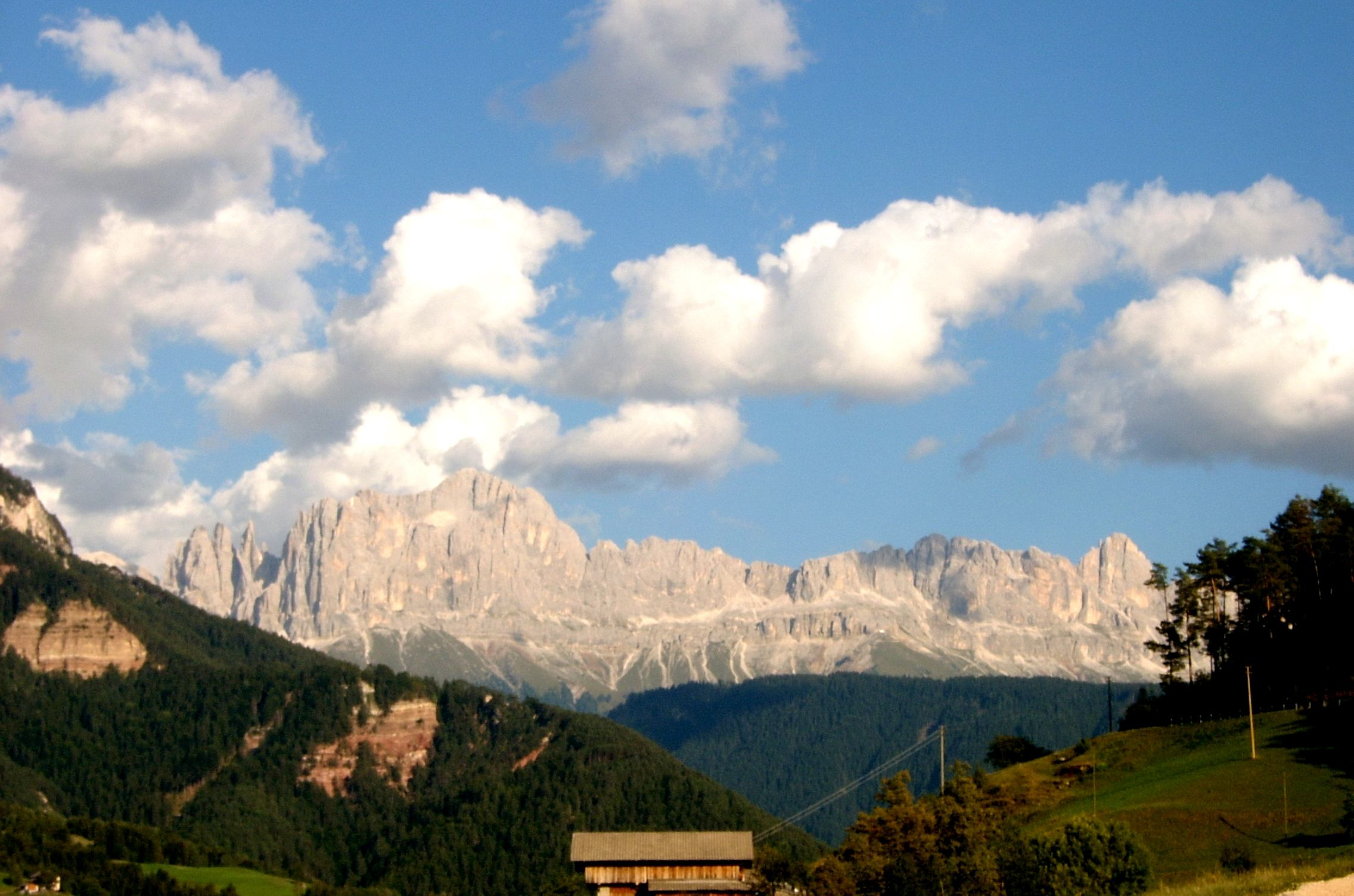
Lenrosadira sul Catinaccio-Rosengarten, il "giardino delle rose" di Re Laurino

La saga ladina di Re Laurino (il Re mitologico dei ladini, in tedesco König Laurin, in ladino Re Laurin) fa parte della tradizione popolare delle Dolomiti e spiega il fenomeno dell'enrosadira, ovvero come mai al tramonto queste montagne si tingano di rosa.

## Prima versione
La leggenda narra che sul Catinaccio, dove oggi possiamo notare fino a primavera inoltrata una chiazza di neve, il cosiddetto Gartl (letteralmente "piccolo giardino"), si trovava il giardino delle rose di Re Laurino; da questo deriva il nome in tedesco del Catinaccio: Rosengarten (giardino delle rose).
Re Laurino era il monarca di un popolo di nani che, mediante scavi nella roccia delle montagne, trovava cristalli, oro e argento. Oltre a queste ricchezze, possedeva due armi magiche: una cintura che gli dava la forza pari a quella di 12 uomini e una cappa che lo rendeva invisibile.
Un giorno il Re dell'Adige decise di concedere la mano della sua bellissima figlia Similde, e a questo scopo decise di invitare, per una gita di maggio, tutti i nobili delle vicinanze. Tutti, tranne Re Laurino, che decise comunque di partecipare come ospite invisibile. Quando, sul campo del torneo cavalleresco, egli vide, finalmente, la bellissima Similde, se ne innamorò all'istante. Istintivamente la caricò in groppa al suo cavallo e fuggì con lei.
Tutti i nobili invitati si lanciarono all'inseguimento del fuggiasco, schierandosi poi all'ingresso del Giardino delle Rose per bloccargli il passaggio.
Re Laurino allora indossò la cintura, che gli dava la forza di dodici uomini, e decise di combattere. Quando si rese conto che non poteva battere tutti quegli uomini e stava per soccombere, indossò la cappa che lo rendeva invisibile e si mise a saltellare da una parte all'altra del giardino, convinto di essere invisibile agli occhi altrui.
Ma i cavalieri riuscirono ad individuarlo osservando il movimento delle rose sotto le quali Laurino cercava di nascondersi. Lo catturarono, tagliarono la cintura magica e lo fecero loro prigioniero.
Re Laurino, adirato per ciò che gli stava accadendo, si girò verso il Catinaccio che lo aveva tradito e gli lanciò una maledizione: "Né di giorno, né di notte alcun occhio umano potrà più ammirarti". Ma, nell'enfasi della rabbia, Re Laurino si dimenticò dell'alba e del tramonto; e così, da allora, accade che il Catinaccio, sia al tramonto che all'alba (né di giorno né di notte), si colori esattamente come un giardino di ineguagliabile bellezza.

## Seconda versione
Tanto tempo fa, sarebbe esistito sul massiccio del Catinaccio un popolo di nani, governati da Laurino, un sovrano saggio e buono. La figlia di questi, la bellissima principessa Ladina, aveva un enorme campo di rose che curava assieme al padre (il nome tedesco del Catinaccio è Rosengarten, "giardino di rose"). Un giorno passò di lì il principe Latemar, sovrano dell'omonima montagna che si trova di fronte al Catinaccio, e vedendo il giardino di rose e domandandosi come esso potesse esistere in un luogo tanto selvaggio e inospitale, decise di avvicinarsi. Vide così la principessa Ladina, intenta come ogni giorno a curare le coloratissime piante, e, innamoratosene, la rapì. Quando re Laurino venne a sapere che gli era stata portata via la figlia, che amava più di ogni altra cosa al mondo, pianse tutte le sue lacrime e, prima di morire per il dolore, maledisse i fiori che avevano rivelato la posizione del suo regno e avevano causato il rapimento di Ladina. Poi, dopo aver ordinato che tutte le rose non fiorissero mai più né di giorno né di notte, sparì. Ma nella disperazione si era dimenticato dell'aurora e del tramonto, che da allora in estate ammantano i monti di colore rosa, al principio e al termine di ogni giornata.

## La fontana di re Laurino

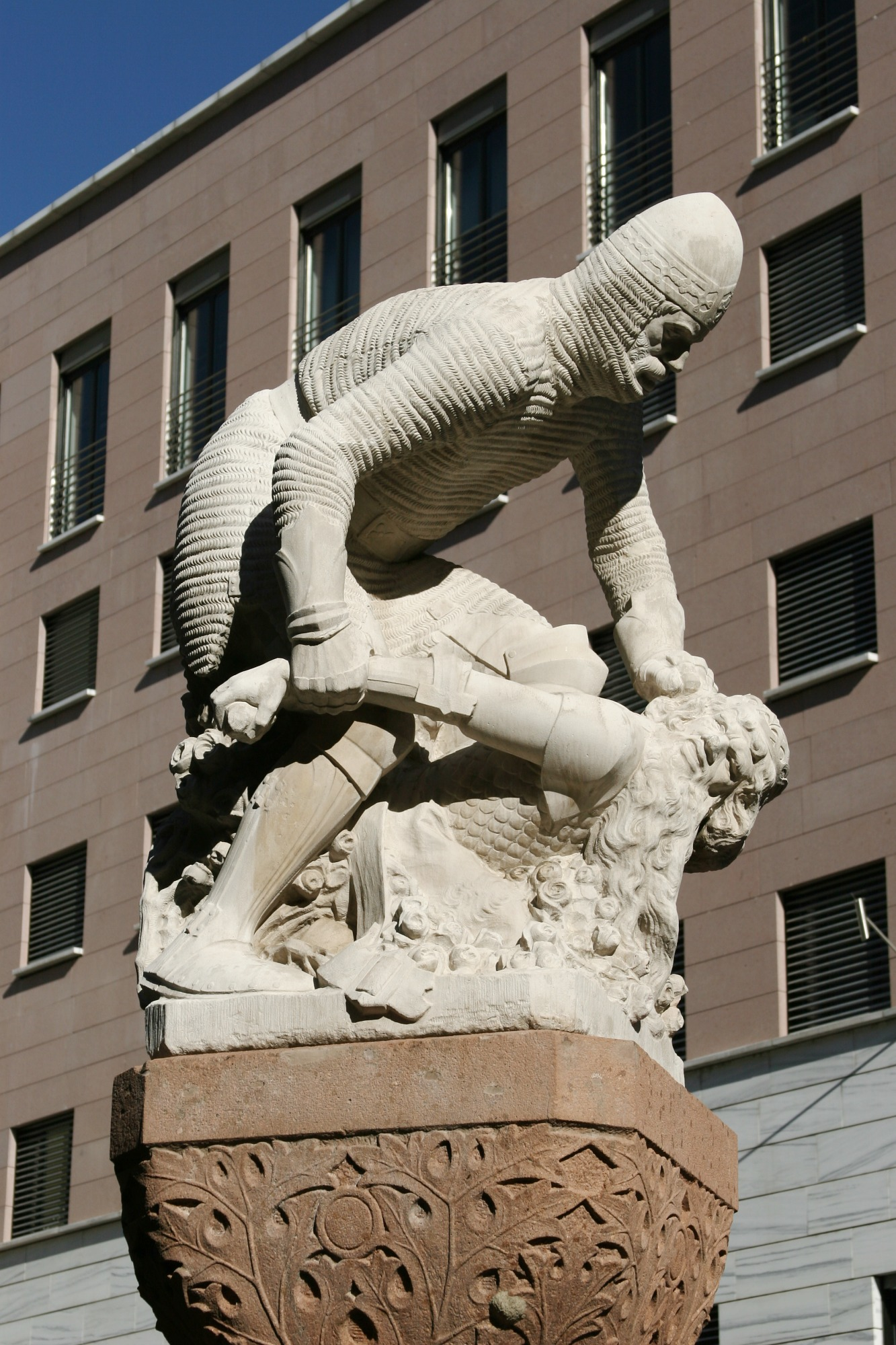
Teodorico il Grande (Dietrich von Bern) mentre lotta contro il re Laurino, in una statua a Bolzano

A Bolzano, davanti ai palazzi della Giunta e del Consiglio Provinciale, nei pressi della stazione ferroviaria, è stata collocata la statua di Re Laurino (Laurinsstatue), opera di Andrä Kompatscher e Arhur Winder del 1907. Nelle vicinanze sorge l'Hotel Laurin che prende il nome dal leggendario re e conserva al suo interno un imponente ciclo pittorico dedicato alla leggenda, eseguito nel 1911 dall'artista Bruno Goldschmitt di Monaco di Baviera. La scultura in marmo bianco raffigura il re degli Ostrogoti Teodorico il Grande (Dietrich von Bern nella Þiðrekssaga), che sottomette il re del popolo delle Dolomiti, re Laurino.
In origine la fontana con il gruppo scultoreo fu eretta nel 1907, per illustrare la leggenda del Catinaccio, e venne collocata lungo le passeggiate del torrente Talvera. La statua fu oggetto di diatribe tra le etnie conviventi sul territorio.
Nel 1931 il senatore nazionalista italiano Ettore Tolomei auspicò che la statua fosse rimossa.  La notte del 4 luglio 1933 squadre fasciste vandalizzarono il monumento, causando il distacco e la rottura della statua di re Teodorico.  Il Tolomei, nell'occasione, parlò di «un atto di generosa impazienza di giovani... nobile nell'intenzione, dappoiché cancella a Bolzano un oltraggio straniero o non conosciuto o tollerato per troppo tempo... un insulto permanente a Bolzano italiana...». Nei giorni seguenti la fontana fu smontata e rabberciata nel cortile del Museo Civico. Nel 1936 fu ricollocata nel Museo storico italiano della guerra di Rovereto (TN). I cittadini di madrelingua tedesca non videro bene il trasferimento, interpretato come parte del processo di politica snazionalizzatrice forzata operato del regime fascista in Alto Adige, e nella notte del 9 luglio accesero otto falò per protestare contro la profanazione della fontana. Solo nel 1994 la statua, al termine di lunghe trattative, fu riportata a Bolzano e collocata innanzi al Consiglio provinciale di Bolzano, nella piazza successivamente intitolata a Silvius Magnago, anche se senza adeguata contestualizzazione.